# Sorbollano
Sorbollano (en cors Surbuddà) és un municipi francès, situat a la regió de Còrsega, al departament de Còrsega del Sud. L'any 1999 tenia 69 habitants.

## Demografia
| 1962 | 1968 | 1975 | 1982 | 1990 | 1999 |
| ---- | ---- | ---- | ---- | ---- | ---- |
| 113  | 114  | 110  | 63   | 73   | 69   |

## Administració
| Període | Identitat         | Partit | Qualitat |  |
| ------- | ----------------- | ------ | -------- |  |
| 2001    | Dolis Quilicchini |        |          |  |